# Liste der Handfeuerwaffen/Q

## QB…
- Typ 88 (China – Präzisionsgewehr)
- QBZ-95 (China – Sturmgewehr – 5,8 × 42 mm)

## QS…
- QSZ-92 (China – Pistole)